# Daniel Francis (homme politique)
Daniel Francis est un homme politique du Parti travailliste britannique qui est député de Bexleyheath et Crayford depuis 2024. Il siège au conseil de Bexley en tant que conseiller du quartier de Belvedere de 2000 à 2010 et de 2014 à 2024.

## Carrière
Il est élu conseiller du quartier Belvedere de l'arrondissement londonien de Bexley lors d'une élection partielle en septembre 2000 en raison d'une démission, avec 55 % des voix. Il est réélu lors des élections suivantes de 2002 et 2006. Lors des élections municipales de 2010, il se présente dans le quartier de Northumberland Heath, où il perd. De retour dans le quartier de Belvedere, il se présente avec succès aux élections de 2014, 2018 et 2022.
Francis est membre du Cabinet des Transports et milite pour l'extension de la ligne Elizabeth jusqu'à Abbey Wood et préserve les services ferroviaires de Welling à Victoria.
Il dirige le groupe travailliste au conseil de Bexley de 2017 à 2021 et est ensuite membre du cabinet fantôme pour les finances et les services généraux.
Francis est le candidat du parti travailliste lors de l'élection partielle de 2021 à Old Bexley et Sidcup, où il perd face à Louie French du parti conservateur. Il est élu lors des élections générales de 2024 dans la circonscription de Bexleyheath et Crayford, faisant basculer le scrutin en faveur du Parti travailliste pour la première fois depuis 2005.